# Ben Hollingsworth
Benjamin „Ben“ Allen Nicolas Hollingsworth (* 7. September 1984 in Brockville, Ontario) ist ein kanadischer Schauspieler.

## Leben
Hollingsworth wurde in Brockville, Ontario geboren und besuchte die St. Peter Secondary School in Peterborough. Im Alter von 14 Jahren beschloss er, Schauspieler zu werden, da er für ein örtliches Obdachlosenheim in seiner Heimatstadt Peterborough Geld sammeln wollte, um den Obdachlosen so zu helfen. Er schrieb sich an der National Theatre School of Canada ein, die er 2006 abschloss.
Nach seinem Abschluss begann er seine Schauspielkarriere mit der Dokumentarserie Mayday – Alarm im Cockpit. Es folgten weitere Gastrollen in Serien wie Heartland – Paradies für Pferde und Degrassi: The Next Generation. Als Jason Bright war er 2008 in Liebe und Eis 3 zu sehen. 2009 erhielt er seine erste Hauptrolle in der Fernsehserie The Beautiful Life. Jedoch wurde die Serie nach zwei ausgestrahlten Episoden vom Sender The CW wieder eingestellt. In den darauffolgenden Jahren war er in den Kinospielfilmen Familie Jones – Zu perfekt, um wahr zu sein und Gregs Tagebuch 2 – Gibt’s Probleme? zu sehen. Außerdem erhielt er eine Nebenrolle in der ersten Staffel von Suits, in der er die Rolle des Kyle Durant verkörperte. Es folgten Gastauftritte in CSI: Miami und Once Upon a Time – Es war einmal …. 2013 war er in der The-CW-Fernsehserie Cult als Peter Grey zu sehen gewesen. Jedoch wurde die Serie nach der ersten Staffel abgesetzt.
Hollingsworth ist seit 2010 mit der Unterwäschedesignerin Nila Myers liiert. Das Paar verlobte sich im September 2012 und heiratete zwei Monate später am 10. November 2012. Anfang Juli 2016 kam der gemeinsame Sohn zur Welt.

## Filmografie (Auswahl)
- 2007: Mayday – Alarm im Cockpit (Dokumentation)
- 2008: Heartland – Paradies für Pferde (Heartland, Fernsehserie, Episode 1x08)
- 2008: Degrassi: The Next Generation (Fernsehserie, Episode 7x11)
- 2008: Liebe und Eis 3 (The Cutting Edge 3: Chasing the Dream, Fernsehfilm)
- 2009: The Beautiful Life (Fernsehserie, Hauptrolle, 5 Episoden)
- 2009: Familie Jones – Zu perfekt, um wahr zu sein (The Joneses)
- 2011: Gregs Tagebuch 2 – Gibt’s Probleme? (Diary of a Wimpy Kid: Rodrick Rules)
- 2011: Suits (Fernsehserie, 2 Episoden)
- 2011: CSI: Miami (Fernsehserie, Episode 10x07)
- 2012: Once Upon a Time – Es war einmal … (Once Upon a Time, Fernsehserie, Episode 2x07)
- 2013: Cult (Fernsehserie, Nebenrolle, 7 Episoden)
- 2014: The Lottery (Fernsehserie, Folge 1x06)
- 2015: Motive (Fernsehserie, Folge 3x03)
- 2015: Backstrom (Fernsehserie, 2 Folgen)
- 2015–2018: Code Black (Fernsehserie)
- 2019: Weihnachtliche Begegnung – Liebe ist mehr als ein Zufall (A Godwink Christmas: Meant for Love, Fernsehfilm)
- seit 2019: Virgin River (Fernsehserie)
- 2021: Nancy Drew (Fernsehserie, 2 Episoden)